# 조지아센추럴대학교
조지아 센추럴 대학교(개명 이전: 조지아 크리스찬 대학교)는 1993년에 미국에서 비영리 대학(Georgia School of Theology)으로 설립되었으며 2003년 6월 종합대학 (Georgia Christian University)으로 승격되어 음악대학, 경영대학, 기독교대학, 신학대학원, 컴퓨터과학대학에서2개의 수료과정 과 14개의 준학사, 학사, 석사, 박사 (음악, 목회학, 철학) 학위를 수여하고, 또한 어학 프로그램인 ESOL 과정이 있다. 2017년 5월부로 (Georgia Central University) 조지아센추럴대학교로 교명이 변경되었다. 현재 총장은 설립자 김창환 박사이다.

## 역사
- 1993년 미국의 앨라버마 주에서 김창환 박사가 설립하여 1995년 조지아주로 이전
- 2003년 조지아주 사립 고등교육국(GNPEC)에서 종합대학 승인
- 2005년 기독교 대학협의회에 가입.
- 2009년 연방교육부인증기관인 TRACS 정회원 후보
- 2011년 연방 정부 학자금 보조 프로그램 ("FAFSA") 승인
- 2012년 연방교육부인증기관인 ATS 준회원
- 2013년 버지니아주 고등교육국(SCHEV)분교 승인
- 2013년 연방교육부인증기관인 TRACS 정회원
- 2014년 연방교육부인증기관인 ATS 정회원 후보
- 2016년 뉴저지주 고등교육국 (OSHE) 분교 승인
- 2017년 연방교육부인증기간인 ATS 정회원
- 2018년 ATS 철학박사 프로그램 및 온라인 프로그램 승인
- 2019년 연방교육부 인증기관 ABHE 가입 승인